# Herr Mannelig
Herr Mannelig ist eine schwedische Ballade im mittelalterlichen Stil. Sie handelt von einer Trollin, die Herrn Mannelig überreden möchte, sie zu heiraten. Sie würde ihn dafür mit Geschenken überschütten, doch er lehnt ab, weil sie keine Christin ist. Darauf bemerkt sie, bei einer Heirat „wäre sie von ihrer Qual befreit gewesen“, was z. B. heißen könnte, dass sie bei einer Heirat mit einem christlichen Mann eine unsterbliche Seele bekommen hätte.
Das Lied wurde, soweit bekannt, 1877 erstmals gedruckt, und zwar in einer Volksliedersammlung aus der schwedischen Region Södermanland. Der Titel lautet dort „Bergatrollets frieri“ („Der Heiratsantrag des Bergtrolls“). Das Lied trägt dort die Herkunftsangabe „aus der Kirchspielsgemeinde Lunda“ (gemeint: Lunda in Södermanlands län, Gemeinde Nyköping). Die beiden in der vierten Strophe des Liedes erwähnten Orte Tillö und Ternö liegen im südlichen Södermanland.
Band 3 der genannten Volksliedersammlung enthält eine Variante dieses Liedes mit dem Titel „Skogjungfruns frieri“ („Der Heiratsantrag der Waldjungfrau“); auch hier lehnt Herr Mannelig ab, weil die Waldjungfrau eine Heidin ist. Diese Lied-Variante stammt aus der Kirchspielsgemeinde Näshulta, Södermanlands län. Weitere Varianten dieses Liedes heißen „Herr Magnus och Hafstrollet“ („Herr Magnus und der Meertroll“) sowie „Hertig Magnus och Hafsfrun“ („Herzog Magnus und die Meerjungfrau“).
Hans Christian Andersens Kunstmärchen „Die kleine Meerjungfrau“ weist zur Ballade von Herrn Mannelig insofern Motiv-Parallelen auf, als die kleine Meerjungfrau erst durch die Heirat mit dem Prinzen eine unsterbliche Seele bekommen hätte, doch ist auch ihr Versuch, das Herz des Prinzen zu gewinnen, zum Scheitern verurteilt.
Die in der ersten Strophe des Liedes getroffene Aussage „Hon hade en falskeliger tunga“ (d. h., „Sie hatte eine falsche Zunge“) scheint anzudeuten, dass die Trollin leere oder falsche Versprechungen abgibt. Doch ist dieses Detail nicht überzubewerten, denn in der Liedvariante aus Näshulta heißt es stattdessen „Hon sjong med så rörande tunga“ (d. h., „Sie sang mit so rührender Zunge“), so dass in dieser Version also keine Unehrlichkeit der Trollin unterstellt wird.
Die Sprache des Liedes „Herr Mannelig“ ist nicht „Fornsvenska“ (Altnordisch/-schwedisch), sondern vielmehr eine Form des späteren „Nysvenska“ (Neuschwedisch), das ungefähr zur Zeit von Gustav Vasa seinen Anfang nahm und sich dann zum „Nusvenska“ (Gegenwartsschwedisch) weiterentwickelte. Einige Inkonsequenzen in der Sprachstruktur deuten zudem darauf hin, dass hier ein mit Elementen des Neuschwedischen und Gegenwartsschwedischen gemischter Text vorliegt. Somit dürfte das Lied in seiner überlieferten Sprache ungefähr dem entsprechen, was in Schweden (insbesondere in Mittelschweden) im späten 18. Jahrhundert gesprochen wurde, allerdings mit gelegentlichen archaischen Einfärbungen. Bisher gibt es noch keinen Beleg dafür, dass die Ballade bereits im schwedischen Mittelalter (d. h. vor 1521) existiert hat.
Gleichwohl haben seit Ende des 20. Jahrhunderts mehrere Mittelalter-Bands das Lied in ihr Repertoire aufgenommen und auch in andere Sprachen übersetzt (siehe unten unter Rezeption). In der Interpretation der tschechischen Band Psalteria wurde der Titel der Ballade zu „Herr Mannerlig“ abgeändert.

## Text
| Originaltext Bittida en morgon, innan solen upprann, Innan foglarna började sjunga, Bergatrollet friade till fager ungersven. Hon hade en falskeliger tunga: Herr Mannelig, herr Mannelig, trolofven I mig, För det jag bjuder så gerna; I kunnen väl svara endast ja eller nej. Om I viljen eller ej. Eder vill jag gifva de gångare tolf, Som gå uti rosendelunden; Aldrig har det varit någon sadel uppå dem, Ej heller betsel uti munnen. Eder vill jag gifva de qvarnarna tolf, Som stå mellan Tillö och Ternö; Stenarna de äro af rödaste gull, Och hjulen silfverbeslagna. Eder vill jag gifva ett förgyllande svärd, Som klingar utaf femton guldringar; Och strida huru I strida vill, Stridsplatsen skolen I väl vinna. Eder vill jag gifva en skjorta så ny, Den bästa I lysten att slita; Inte är hon sömnad av nål eller trå, Men virkat av silket det hvita. Sådana gåfvor toge jag väl emot, Om du vore en kristelig qvinna, Men nu så är du det värsta bergatroll Af Neckens och djävulens stämma. Bergatrollet ut på dörren sprang, Hon rister och jämrar sig svåra: Hade jag fått den fager ungersven, Så hade jag mistat min plåga. Herr Mannelig, herr Mannelig, trolofven I mig, För det jag bjuder så gerna; I kunnen väl svara endast ja eller nej, Om I viljen eller ej. | Übersetzung Eines frühen Morgens, bevor die Sonne aufging, bevor die Vögel begannen zu singen, machte die Bergtrollin dem schönen Junggesellen einen Antrag. Sie hatte eine falsche Zunge: „Herr Mannelig, Herr Mannelig, heiratet Ihr mich, für das, was ich Euch so gerne gebe? Ihr könnt nur ja oder nein sagen, ob Ihr es tun wollt oder nicht? Ich werde Euch die zwölf prächtigen Rösser geben, die dort im Rosenhain grasen. Noch nie wurde ein Sattel auf sie gelegt, noch nie hatten sie eine Trense im Maul. Ich werde Euch die zwölf feinen Mühlen geben, die zwischen Tillö und Ternö stehen. Die Mahlsteine wurden aus dem rotesten Gold gefertigt und die Räder sind mit Silber beschlagen. Ich werde Euch das vergoldete Schwert geben, das von fünfzehn Goldringen widerhallt. Und wenn Ihr es in der Schlacht führt, werdet Ihr das Schlachtfeld erobern. Ich werde Euch ein brandneues Hemd geben, das schimmernde Beste, das es zum Tragen gibt. Es wurde nicht mit Nadel oder Faden genäht, sondern gewirkt aus der weißesten Seide.“ „Solche Gaben nähme ich gerne an, wenn du eine christliche Frau wärst. Aber du bist nun einmal der schlimmste Bergtroll, aus der Brut vom Necken und dem Teufel.“ Die Bergtrollin sprang aus der Tür, sie heulte und jammerte so laut: „Hätte ich diesen schönen Junggesellen bekommen, wäre ich von meiner Qual befreit gewesen.“ Herr Mannelig, Herr Mannelig, heiratet Ihr mich, für das, was ich Euch so gerne gebe? Ihr könnt nur ja oder nein sagen, ob Ihr es tun wollt oder nicht? |

## Rezeption
Unter den zahlreichen Künstlern, die dieses Lied in verschiedenen Sprachen spielen, finden sich bekannte Namen wie
- Garmarna, auf Schwedisch
- In Extremo, auf Schwedisch (auch bei einem Auftritt im Computerspiel Gothic)
- Haggard, auf Italienisch
- Psalteria, auf Tschechisch
- Wolfenmond, auf Schwedisch
- Schelmish, instrumental
- Dunkelschön, auf Schwedisch
- Rayneke, instrumental
- Heimatærde, auf Deutsch
- Tibetréa, auf Schwedisch
- Chur, auf Russisch
- Station 713, auf Ukrainisch
- Des Koenigs Halunken, auf Schweizerdeutsch

Eine Chorversion setzte Denise Weltken aus Köln für den schwedischsprachigen Chor „De tokiga trollen“.

## Belege
1. ↑  H. Aminson (Hg.): Bidrag till Södermanlands äldre Kulturhistoria, på uppdrag af Södermanlands Fornminnesförening. Bd. 1: Folkvisor. Stockholm 1877, S. 21–23. Online hier (PDF; 1,9 MB).
2. ↑  H. Aminson (wie Anm. 1), S. 21: „Från Lunda socken“
3. ↑  H. Aminson (wie Anm. 1), S. 22.
4. ↑  H. Aminson (Hg.): Bidrag till Södermanlands äldre Kulturhistoria, på uppdrag af Södermanlands Fornminnesförening. Bd. 3: Folkvisor. Stockholm 1882, S. 34–36. Online hier (PDF; 2,1 MB)
5. ↑  H. Aminson (wie Anm. 4), S. 36 unten.
6. ↑  H. Aminson (wie Anm. 4), S. 34.
7. ↑  Der Text folgt H. Aminson (wie Anm. 1), S. 21–23.
8. ↑  Repertoire des Chores „De tokiga trollen“ mit Aufnahme zu Herr Mannelig., abgerufen am 12. August 2014.